# 雙曲線扇形
雙曲線扇形是指在一個笛卡儿坐标平面{\displaystyle {(x,y)}} 之上，雙曲線{\displaystyle xy=1}與從原點{\displaystyle (0,0)}出發的兩條射線相交處的兩點{\displaystyle (a,1/a)}和{\displaystyle (b,1/b)}之間的面積。
一個標準位置的雙曲線扇形有{\displaystyle a=1}及{\displaystyle b>1}。
處於標準位置的雙曲線扇形的面積是 {\displaystyle \ln b} 。
證明：
黃色部分的面積相等於三角形{\displaystyle {(0,0),(1,0),(1,1)}}的面積加上雙曲線底下從{\displaystyle 1} 到{\displaystyle b} 的面積，再減去白色三角形{\displaystyle {(0,0),(b,0),(b,1/b)}}的面積。所以，黃色部分的面積為：
{\displaystyle \int _{1}^{b}{dx \over x}+{1 \over 2}-{1 \over 2}\times b\times {1 \over b}=\int _{1}^{b}{dx \over x}=\ln b}
處於標準位置的雙曲線扇形與正值的雙曲角相對應。